# Грякалов, Алексей Алексеевич
Алексе́й Алексе́евич Гряка́лов (род. 30 марта 1948, село Красносёловка, Воронежская область, РСФСР, СССР) — советский и российский философ, прозаик, поэт, эссеист. Доктор философских наук, профессор кафедры философской антропологии и истории философии РГПУ им. А. И. Герцена. Председатель жюри премии «Вторая навигация» Санкт-Петербургского философского общества. Член президиума Российского философского общества, Российского эстетического общества и Союза писателей России (с 1996 года). Руководитель научно-образовательного центра «Философия современности и стратегии гуманитарной экспертизы». Приглашённый профессор Сибирского федерального университета (2012), Казахстанского Национального университета им. Аль Фараби (2014). Ряд научных работ Алексея Грякалова переведены на английский, немецкий, китайский и сербский языки.

## Биография
Алексей Алексеевич Грякалов родился 30 марта 1948 года в селе Красносёловка Воронежской области.
В 1972 году окончил философский факультет, а в 1978 году — аспирантуру Ленинградского государственного университета. В том же году защитил диссертацию на соискание учёной степени кандидата философских наук по теме «Критика концепции эстетического структурализма. 20-40-е гг.»
С 1988 года доцент кафедры философии ЛГПИ им. А. И. Герцена. С 1992 года — профессор.
В 1992 году защитил диссертацию на соискание учёной степени доктора философских наук по теме «Структурализм в культуре XX века. (Социальные и методологические аспекты)».
С 1996 года является членом Союза писателей России.
С 1996 по 2009 год — заведующий кафедрой истории философии РГПУ им. А. И. Герцена. С 2010 года — профессор кафедры философской антропологии.
С 2005 по 2015 год был автором и ведущим передачи «Литературная клиника» на «Радио России».
В 2010 и 2014 годах проходил курсы повышения классификации при Санкт-Петербургском государственном университете и кафедре философии РАН. Участвовал в семинарах «Актуальные стратегии гуманитарного и педагогического образования» в Финляндии, Дании и Швеции.
С 2017 года — заместитель директора по научной работе Института философии человека РГПУ им. А. И. Герцена, профессор кафедры философской антропологии и истории философии.
Также с 2017 года является руководителем научно-исследовательского центра «Философия современности и стратегии гуманитарной экспертизы».

### Семья
Супруга — литературовед Н. Ю. Грякалова (род. 1953), трое детей — Ольга, Ирина и Николай (1978—2014; российский философ и преподаватель Санкт-Петербургского государственного университета).

## Творчество
Алексей Грякалов является автором более 200 статей, монографий, а также рассказов, повестей, романов и поэтических сборников. В своих научных работах он занимается анализом философской антропологии, литературы и эстетики, обращаясь к творчеству таких авторов, как Михаил Бахтин, Владимир Пропп, Роман Ингарден, Василий Розанов, Николай Фёдоров, Лев Толстой, Антон Чехов. Помимо этого, в круг его интересов входит ряд таких философских понятий, как письмо, смысл, событие, со-бытие, субъективность, жизнь и т. д., а также проблематика языка и памяти.
В рамках своего литературного творчества, которое тесно связано с философскими исканиями, Грякалов стремится к созданию парадоксального единства, объединяющего в себе экзистенциально-философские и эстетические аспекты бытия человека и в котором повседневная реальность тесно переплетается с фантасмагорией и вымыслом. Литературное творчество Грякалова, который предпочитает ставить вопросы, нежели давать ответы, можно назвать «онтологическим», так как автор зачастую отказывается от сюжетной структуры повествования и акцентирует своё внимание на жизни как обезличенном потоке становления, лишённом какого бы то ни было сюжета. В своих текстах Грякалов раскрывает жизнь с другой, не привычной для человека, стороны, в которой из тёмных изломов всегда не свершившейся судьбы любого смертного, будь то профессор-атеист, логик-мистик или студент-американец, пробивается фонтан вечных тем и вопросов. Однако отсутствие сюжета не означает отсутствие и смысла. Напротив, отказываясь от сюжета в привычном виде, Грякалов создает уникальные миры, которые децентрированы в своём основании и в которых возникает множественность смыслов, не сводимых к Единому. Само же понятие смысла у Грякалова находится в тесной связи с концептом события, что позволяет, таким образом, рассматривать его в одном поле с французским философом Жилем Делёзом.

## Награды
- Лауреат премии «Вторая навигация» Санкт-Петербургского философского общества в номинации «За философскую инвестицию в культуру Санкт-Петербурга» (2017).
- Международная гуманитарная премия «Алтын Асык» (Казахстан, 2015).
- Международная литературная премия им. Николая Гоголя (Украина, 2014).
- Медаль «За заслуги в сфере образования» (2013).

## Избранные публикации

### Монографии
- Грякалов А. А. Топос и субъективность. Свидетельства утверждения / Грякалов А. А. — СПб : Наука, 2019. — 567 с. — (Слово о сущем; том 123). — ISBN 978-5-02-039649-4
- Грякалов А. А. Василий Розанов / Грякалов А. А. — СПб : Наука, 2017. — 288 с. — (Мыслители прошлого). — ISBN 978-5-02-039642-5
- Грякалов А. А. Письмо и событие: эстетическая топография современности / Грякалов А. А. — СПб : Наука, 2004. — 484 с. — (Слово о сущем; том 48). — ISBN 5-02-026861-5
- Грякалов А. А. Эстезис и логос / Грякалов А. А. — Нью-Йорк : Edwin Mellen Press, 2001. — 469 с. — ISBN 978-0-77-343159-1
- Грякалов А. А. Структурализм в эстетике: (Критич. анализ) / Грякалов А. А. — Ленинград : Изд-во ЛГУ, 1989. — 173 с. — ISBN 5-28-800495-1

### Статьи
- Грякалов А. А. Сопряженность смыслов и субъективность (Размышление над книгой) = Conjugation of Meanings and Subjectivity (Reflection on the Book) / Грякалов А. А. // Вопросы философии. — 2021. — N 3. — С. 135—145.
- Грякалов А. А. Философские конгрессы : понимание и субъект-свидетель = Philosophical Congresses : Understanding and Witness-Subject / Грякалов А. А. // Вопросы философии. — 2020. — N 11. — С. 77-81.
- Грякалов А. А. Русский космизм : отечественная мысль и стратегии актуальной рефлексии / Грякалов А. А. // Картина человека : метафизика, культурология, коммуникация : коллективная монография / Российский государственный педагогический университет им. А. И. Герцена, Петровская академия наук и искусств, Институт философии человека РГПУ им. А. И. Герцена, Герценовское философское общество. — Санкт-Петербург, 2020. — С. 48-69.
- Грякалов А. А. Русский логос : идео-логики и события / Грякалов А. А. // Русский логос — 2 : Модерн — границы контроля [Текст] : материалы международной философской конференции, 25-28 сентября 2019 г. / Российский государственный педагогический университет им. А. И. Герцена, Социологический институт Федерального научно-исследовательского социологического центра Российской Академии Наук, Институт русской литературы (Пушкинский дом) Российской академии наук, Русская христианская гуманитарная академия, Санкт-Петербургский государственный политехнический университет Петра Великого, Международный центр изучения русской философии, Международный фонд поддержки социогуманитарных исследований и образовательных программ «Интерсоцис». — Санкт-Петербург, 2019. — С. 20-25.
- Грякалов А. А. Герменевтика памяти и философия события : свидетельства утверждения / Грякалов А. А. // Владимир Дмитриевич Плахов (1930—2015). Неутолимая жажда знания [Текст] : сборник материалов памяти профессора В. Д. Плахова. — Санкт-Петербург, 2019. — С. 225—238.
- Грякалов А. А. Интимность детства и социальная память / Грякалов А. А. // Историческое сознание и постматериальные ценности [Текст] : сборник научных статей по материалам XXVI Международной конференции «Ребенок в современном мире. Формирование исторического сознания», Санкт-Петербург, 17-19 апреля 2019 года. — Санкт-Петербург, 2019. — С. 414—420.
- Грякалов А. А. Языки искусства и языки эстетики : от текста к произведению / Грякалов А. А. // Актуальные художественные практики и их теоретическое осмысление [Текст] : материалы Всероссийской научной конференции «XI Кагановские чтения», Санкт-Петербург, 18-19 мая 2017 года / Санкт-Петербургский государственный университет, Институт Философии, кафедра культурологии, философии культуры и эстетики. — Санкт-Петербург, 2017. — С. 15-16.
- Грякалов А. А. Деструкции современности : прогностика и стратегии преодоления / Грякалов А. А., Преображенская К. В., Мартынова С. А. // UNIVERSUM : Вестник Герценовского университета [Текст] / РГПУ. — Санкт-Петербург, 2015. — N 1-2. — С. 74-80.
- Грякалов А. А. Поэтический язык и игра : событие свободы / Грякалов А. А. // Герменевтика игры : Поиски смысла в философии, теории культуры и музыкальной эстетике [Текст] : сб. ст. / С.-Петерб. гос. консерватория им. Н. А. Римского-Корсакова. — СПб., 2014. — С. 235—246.
- Грякалов А. А. Стратегии субъективности и эстетическая рефлексия социокультурной реальности / Грякалов А. А., Клименко А. И. // Аксиология массовой культуры [Текст] : материалы XXI междунар. конф. «Ребенок в современном мире. Детство и массовая культура», 21-23 апр. 2014 г. — СПб., 2014. — С. 362—371.
- Грякалов А. А. Идеи славянского структурализма в парадигмах современной теории литературы и эстетики / Грякалов А. А. // Современная славянская теория литературы и сравнительная поэтика : новое пространство, новые вопросы, новые методы [Текст] : материалы IV Международного симпозиума, Пекин, 25-28 мая 2012 г. — Пекин, 2012. — C. 41-61.
- Грякалов А. А. Этос и эстезис в антропологическом измерении : опыт постсовременности / Грякалов А. А., Грякалов Н. А. // UNIVERSUM : Вестник Герценовского университета [Текст] / РГПУ. — СПб., 2012. — N 1. — С. 135—146.
- Грякалов А. А. Письмо и опыт веры : литературное представление (Александр Пушкин — Василий Розанов — Сигизмунд Кржижановский) / Грякалов А. А. // Платоновский пир [Текст] : [сб. науч. тр.]. — Бийск, 2010. — С. 92-112.
- Грякалов А. А. Письмо и философия человека (эстетический опыт В. В. Розанова) / Грякалов А. А. // Философская и педагогическая антропология [Текст] : учеб.-метод. пособие для студентов высш. учеб. заведений, обучающихся по направлению «540400 (050400) — Социально-экономическое образование» / РГПУ. — СПб., 2009. — С. 142—150.
- Грякалов А. А. Философия и транспедагогика детства // Серия «Symposium», Инновации и образование. , Выпуск 29 / Сборник материалов конференции Санкт-Петербург : Санкт-Петербургское философское общество, 2003. C.53-62.
- Грякалов А. А. Дискурс любви и этос // Серия «Мыслители», Homo philosophans. , Выпуск 12 / Сборник к 60-летию профессора К. А. Сергеева. Санкт-Петербург : Санкт-Петербургское философское общество, 2002. C.295-302.
- Грякалов А. А. К эстетике со-бытия // Серия «Symposium», Эстетика сегодня: состояние, перспективы. , Выпуск 1 / Материалы научной конференции. 20-21 октября 1999 г. Тезисы докладов и выступлений Санкт-Петербург : Санкт-Петербургское философское общество, 1999. C.31-33.
- Грякалов А. А. Эрос/эстезис и мета-физика письма // Альманах «Метафизические исследования», Метафизические исследования: Культура II. , Выпуск 5 Санкт-Петербург : Издательство «Алетейя», 1998. C.9.

### Проза
- Грякалов А. А. Здесь никто не правит. Роман, повести, рассказы / Грякалов А. А. — СПб : Санкт-Петербургское отделение Общероссийской общественной организации «Союз писателей России», 2015. — 348 с. — ISBN 978-5-00-098014-9
- Грякалов А. А. Печальная тварь окраины. Роман, повести / Грякалов А. А. — СПб : Петрополис, 2013. — 462 с. — ISBN 978-5-96-760567-3

### Поэзия
- Грякалов А. А. Одетые в свет. Поэзия / Грякалов А. А. — СПб : Русская культура, 2018. — 208 с. — ISBN 978-5-90-561811-6

### Об А. А. Грякалове
- Жизнь и письмо : сборник статей : к 70-летию А. А. Грякалова / сост. С. А. Мартынова. — СПб : Изд-во РГПУ им. А. И. Герцена, 2018. — 304 с. — ISBN 978-5-8064-2554-7